# Distoneura interrupta
Distoneura interrupta là một loài bướm đêm trong họ Geometridae.